# 胶州北站 (地铁)
胶州北站是青岛地铁8号线的地铁车站，位于中华人民共和国山东省青岛市胶州市胶州北站南广场地下，为8号线北端终点站，于2020年12月24日开通。

## 车站结构

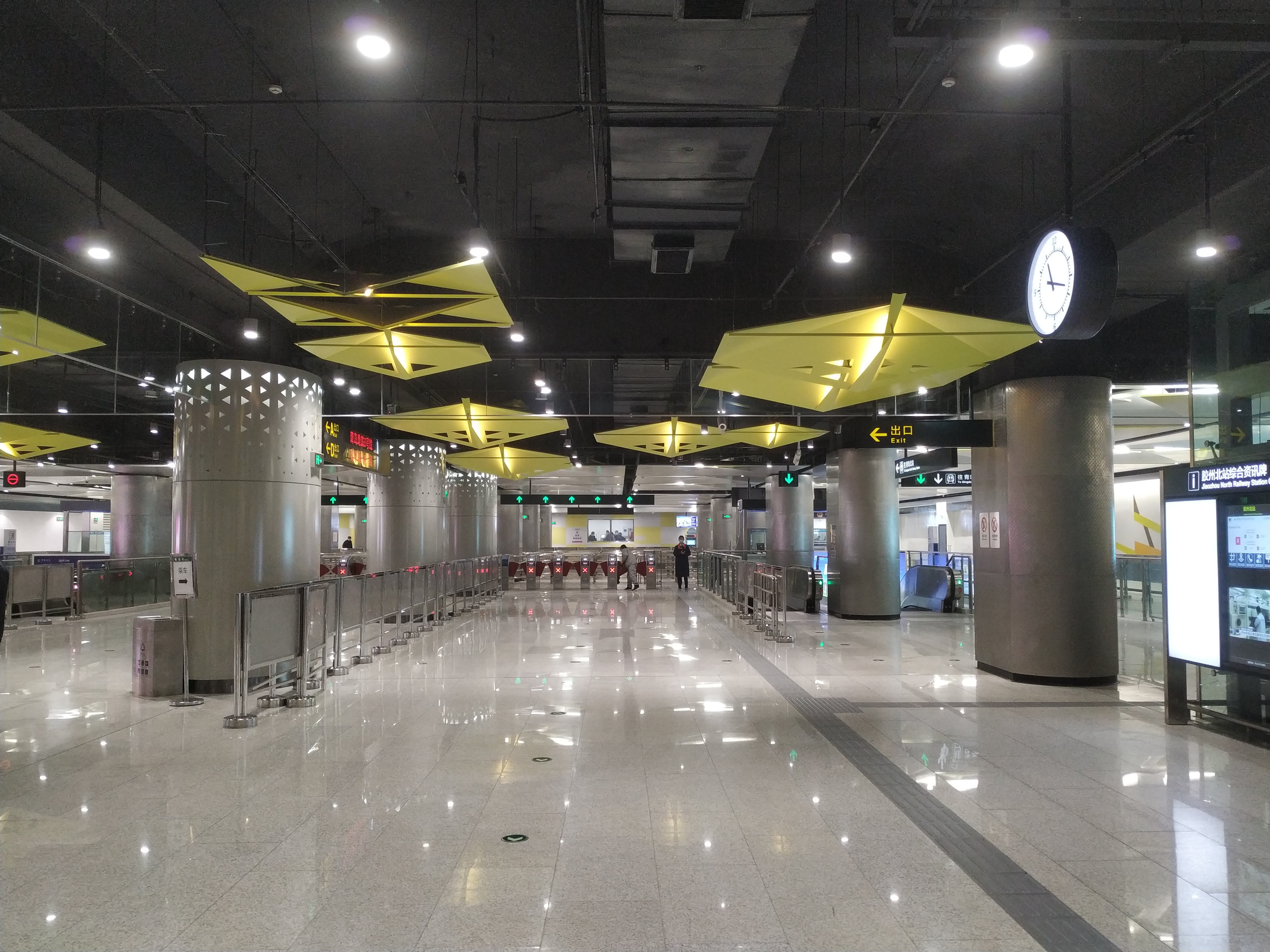
站厅

地铁胶州北站位于国铁胶州北站南广场地下，呈东西走向，为地下两层双岛式站台车站，车站长343米，标准段宽40.8米，车站地下一层为站厅层，地下二层为站台层，站台设置全高站台门。目前8号线使用两个内侧站台，外侧站台为预留14号线站台，现状被假墙封闭。8号线车站东侧设有一条单渡线，西侧设有一组交叉渡线，供列车折返使用，并设两条出入段线连通胶州北车辆段。
| 地面              | 出入口 | A、D出入口 |
| 地下一层          | 站厅   | 客服中心、自动售票机、验票机 |
| 地下二层          | 站台   | \| \| \| 未來14号线预留轨道 \| \| 島式 · 開右邊车门 \| \| \| \| \| \| 8号线落客 \| \| \| \| 8号线往青岛北站（胶东机场） \| \| 島式 · 開右邊车门 \| \| \| \| \| \| 未來14号线预留轨道 \| |
|                   |        | 未來14号线预留轨道 |
| 島式 · 開右邊车门 |        | |
|                   |        | 8号线落客 |
|                   |        | 8号线往青岛北站（胶东机场） |
| 島式 · 開右邊车门 |        | |
|                   |        | 未來14号线预留轨道 |

## 出入口
地铁胶州北站目前开放2个出入口，各出口及周围设施如下所示：
| 编号                | 指示         | 建议前往的目的地 | 图片 |
| ------------------- | ------------ | ---------------- | ---- |
| A · 出口 · （设有） | 纬三路(南)   | 铁路胶州北站     |      |
| D · 出口            | 经一南路(东) |                  |      |
| 图例： 设有         |              |                  |      |

## 接驳交通

### 铁路
- 国铁胶济客运专线及济青高速铁路胶州北站

### 公交车
- 铁路胶州北站：3216路，3602路，3609路，3618路，3619路
- 胶州北站地铁站：3216路，3602路，3607路，3609路，3618路，3619路

## 车站历史
本站工程名与正式站名均为胶州北站，以车站临近的国铁车站命名。
- 2019年1月19日，车站主体结构封顶[2]。
- 2020年12月24日，车站随8号线北段通车开通[1]。